# Горобець Дмитро Іванович
Дмитро Іванович Горобець (нар. 10 серпня 1974) — радянський та український футболіст, нападник.

## Клубна кар'єра
Розпочинав грати в херсонському «Кристал». У 1993 році був запрошений до клубу вищої української ліги «Торпедо» (Запоріжжя). Перший матч: 3 червня 1993 року, «Динамо» (Київ) — «Торпедо» (Запоріжжя), 4:0.
Надалі виступав за команди: СК «Миколаїв», «Верховина» (Ужгород), «Металург» (Нікополь), «Європа» (Прилуки), «Фрунзенець-Ліга-99» (Суми), «Кристал» (Херсон), «Полісся» (Житомир), ФК «Ніжин».

## Кар'єра в збірній
У 1993 році в складі молодіжної збірної України зіграв проти збірної Угорщини (0:4), де на 64-ій хвилині матчу замінив Володимира Лебедя.